# 谭美·达克沃斯
拉达·譚美·達克沃斯（英語：Ladda Tammy Duckworth，1968年3月12日—）是泰裔美國人出身的美國女性政治人物，美國陸軍退役中校。生於泰國曼谷，母親為來自清邁、祖籍廣東潮州揭陽的泰國華裔；現任伊利諾州民主黨的聯邦參議員，曾任職代表伊利诺伊州第八选区的国会众议员，為美國國會內為數不多的亞裔議員之一。
達克沃斯曾参加美國陸軍、投入伊拉克战争，期间因驾駛直升機被击中而失去双腿，後以中校階級退伍。此后，她曾于2006年至2009年间出任伊利诺伊州退伍军人事务部主任。2009年至2011年间又任美国退伍军人事务部助理部长。2012年11月6日，她在众议员选举中击败共和党候选人、在任议员乔·沃尔什，成为伊利诺伊州历史上的首位亚裔女性国会众议员。
2016年11月8日，她在2016年美國參議院選舉擊敗時任伊利諾州聯邦參議員马克·科克和自由意志黨的肯特·麥克米倫及綠黨的史考特·薩默斯，當選為下任伊利諾州聯邦參議員。

## 2021年美國C-17訪問台灣贈送疫苗事件
2021年6月6日，谭美·达克沃斯与阿拉斯加州联邦参议员丹·沙利文与德拉瓦州联邦参议员克里斯·康斯搭乘美国空军现役C-17A运输机，自韓國出發访问中华民国台北市，赠送台湾75万剂新冠疫苗。當時使用為美國政府官員出行而改裝的模組（高級領導旅行棧板，SLICC），雖然C-17軍用運輸機名義上變成是行政專機，按照民航法飛行，但依規定安裝了60枚熱焰彈，起降都是軍用戰術規格以防萬一。後來她透露，起初為了防止快閃行動受到干擾，訪台之行全程高度保密，降落不久後即離開，讓韓方甚至被蒙在鼓裡。
對此，中華人民共和國外交部發言人汪文斌在6月7日記者會上對此表示「堅決反對和強烈谴责」。

## 外部連結
- 譚美·達克沃斯參議院競選網站（页面存档备份，存于）
- Ballotpedia上的Tammy Duckworth
- C-SPAN內的頁面（英文）

- 美國國會國家人物傳記大辭典中的傳記
- 由華盛頓郵報維護的投票記錄
- 智慧投票计划中的傳記、投票紀錄及利益集團評級
- 聯邦選舉委員會中的競選財務報告和數據

| 官衔                         | 官衔                                                        | 官衔                       |
| ---------------------------- | ----------------------------------------------------------- | -------------------------- |
| 前任者： 羅伊·多爾戈斯       | 伊利諾州退伍軍人事務部主任 2006年－2009年                   | 繼任者： 丹尼爾·格蘭特     |
| 前任者： 利西特·蒙德羅       | 退伍軍人部公共暨府際事務助理部長 2009年－2011年             | 繼任者： 邁克爾·加盧盧斯   |
| 美国众议院                   |                                                             |                            |
| 前任者： 喬·沃爾什           | 伊利諾伊州第八國會選區 眾議院議員 2013年－2017年            | 繼任者： 拉賈·克莉絲那穆莉 |
| 政党职务                     |                                                             |                            |
| 前任者： 阿列克謝·吉亞努利斯 | 美國參議員伊利诺伊州民主黨被提名人 （第3類） 2016年、2022年 | 最新的                     |
| 美国参议院                   |                                                             |                            |
| 前任者： 马克·科克           | 伊利诺伊州第3類參議員 2017年－ 與迪克·德賓同時在任          | 現任                       |
| 美國排位名單                 |                                                             |                            |
| 前任者： 托德·揚             | 美國參議員資歷 第68位                                       | 繼任者： 瑪姬·哈桑         |